# Церковь объединения Нигерии
Церковь объединения Нигерии (новое название — Федерация семей за мир во всем мире и объединение Нигерии, англ. Family Federation for World Peace and Unification Nigeria) — религиозная организация, входящая в глобальное движение Церкви объединения, основанной Мун Сон Мёном. Деятельность организации сосредоточена на продвижении семейных ценностей, межконфессионального диалога и социальных проектов в Нигерии и странах Западной Африки.

## История
Первые миссионеры Церкви объединения прибыли в Нигерию в 1975 году. Одним из миссионеров была Кэтрин Ригни, которая с этого года продолжала работать в Африке в качестве миссионера более более 50 лет. В 1980 году организация была официально зарегистрирована в Лагосе. 
В 1980-х годах организация начала активную работу с академическими кругами. В 2015 году стартовала программа «Небесный родовой мессия» (англ. Heavenly Tribal Messiah), в рамках которой более 3000 супружеских пар страны участвовали в Церемонии Благословения браков. 
С 2019 года организация проводит регулярные семинары для пасторов, студентов и общественных лидеров по Божественному принципу. В 2023 году в штате Кросс-Ривер был основан «Мирный возрастной класс» (англ. Peace Age Grade Association) — сообщество верующих, рождённых между 1970 и 1975 годами. 
Среди основных социальных проектов организации — благословение межконфессиональных браков, 21-дневные курсы по «Божественному Принципу», лекции о семейных ценностях, строительство колодцев, поддержка молодёжных спортивных клубов, сотрудничество с пятидесятническими церквями и традиционными лидерами.

## Структура
Штаб-квартира церкви расположена в Лагосе. Организация имеет отделения в 9 штатах Нигерии. 

## Признание
В 2014 году организация получила награду за вклад в развитие Нигерии в рамках столетнего юбилея страны. В 2023 году Мун посмертно удостоен звания «Чемпион глобального межрелигиозного сотрудничества» от Совета епископов Нигерии.